# Azimut
L'azimut (dall'arabo السموت as-sumūt, significante le direzioni), nell'astronomia osservativa, indica l'angolo tra il vettore che punta al Nord sul piano orizzontale del punto di osservazione (piano che a sua volta è sempre ortogonale al piano gravitazionale passante per lo zenit) e il vettore di riferimento proiettato sullo stesso piano orizzontale da un altro vettore che ha origine nel punto di osservazione e verso nella direzione dell'astro osservato. 

## Descrizione
L'azimut è  la coordinata orizzontale angolare espressa dall'arco d'ortodromia della sfera celeste che si forma partendo convenzionalmente dal punto cardinale nord fino all'oggetto di osservazione, muovendosi in senso orario verso est, quindi a sud e a ovest, fino a tornare al punto di inizio a nord (cioè un angolo giro, 360° sessagesimali); la coordinata azimutale quindi, verrà espressa in gradi angolari sessagesimali/primi/secondi, oppure in radianti, e avrà sempre un valore numerico positivo. Un punto nel cielo che si trovi esattamente a nord (il polo celeste dell'emisfero boreale)  avrà una coordinata azimutale di 0° (o 360°), se si trova esattamente a est sarà di 90°, esattamente a sud di 180°, esattamente a ovest di 270°, ecc.
| Esempi di azimut da nord, riferiti ai punti cardinali | Esempi di azimut da nord, riferiti ai punti cardinali | Esempi di azimut da nord, riferiti ai punti cardinali | Esempi di azimut da nord, riferiti ai punti cardinali |
| ----------------------------------------------------- | ----------------------------------------------------- | ----------------------------------------------------- | ----------------------------------------------------- |
| Nord                                                  | 0° o 360°                                             | Sud                                                   | 180°                                                  |
| Nord-Nordest                                          | 22,5°                                                 | Sud-Sudovest                                          | 202,5°                                                |
| Nordest                                               | 45°                                                   | Sudovest                                              | 225°                                                  |
| Est-Nordest                                           | 67,5°                                                 | Ovest-Sudovest                                        | 247,5°                                                |
| Est                                                   | 90°                                                   | Ovest                                                 | 270°                                                  |
| Est-Sudest                                            | 112,5°                                                | Ovest-Nordovest                                       | 292,5°                                                |
| Sudest                                                | 135°                                                  | Nordovest                                             | 315°                                                  |
| Sud-Sudest                                            | 157,5°                                                | Nord-Nordovest                                        | 337,5°                                                |

In combinazione con l'altezza e la distanza, l'azimut determina univocamente la posizione di un corpo nella sfera celeste (Coordinate celesti).

### Determinazione

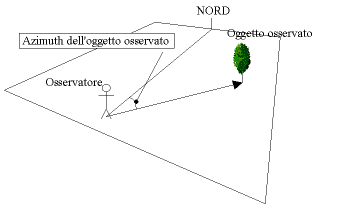
Azimut dell'oggetto osservato

In termini tecnici, l'azimut è l'angolo diedro orientato, avente come spigolo la verticale del luogo misurato e per facce il piano meridiano locale e il piano verticale passante per un corpo celeste o per un punto qualsiasi. In pratica:
- se si unisce con una linea retta l'osservatore al nord;
- e con un'altra linea l'osservatore all'oggetto osservato;
- poi si fa scorrere una semiretta centrata sull'osservatore in senso orario sul cerchio dell'orizzonte,

allora l'angolo che quella semiretta deve percorrere per passare dalla direzione nord alla direzione dell'oggetto
rappresenta l'azimut dell'oggetto stesso.

### L'Azimut in bioclimatica
Nella bioclimatica l'azimut è, al contrario, l'angolo compreso tra la normale e la direzione Sud. Ad esempio l'azimut bioclimatico avrà una coordinata 0 a sud, -90 a est, 90° a ovest, ecc.  (la posizione del sole ha quindi valori negativi all'alba e durante il mattino, e positivi la sera e al tramonto). La relazione che lega l'azimuth all'azimuth bioclimatico è:
azimuth bioclimatico = azimuth - 180°
| Esempi di azimut bioclimatico (azimuth da sud), riferiti ai punti cardinali | Esempi di azimut bioclimatico (azimuth da sud), riferiti ai punti cardinali | Esempi di azimut bioclimatico (azimuth da sud), riferiti ai punti cardinali | Esempi di azimut bioclimatico (azimuth da sud), riferiti ai punti cardinali | Esempi di azimut bioclimatico (azimuth da sud), riferiti ai punti cardinali | Esempi di azimut bioclimatico (azimuth da sud), riferiti ai punti cardinali |
| --------------------------------------------------------------------------- | --------------------------------------------------------------------------- | --------------------------------------------------------------------------- | --------------------------------------------------------------------------- | --------------------------------------------------------------------------- | --------------------------------------------------------------------------- |
| Ovest                                                                       | 90°                                                                         | Sud                                                                         | 0°                                                                          | Est                                                                         | -90°                                                                        |

Se la superficie analizzata non è verticale, oltre all'azimut bioclimatico è necessario definire l'angolo che la normale alla superficie forma col piano orizzontale (angolo di elevazione di tale direzione perpendicolare alla superficie).
Nella carta del sole (sun chart), comunemente utilizzata per definire la posizione del sole al variare delle ore e del giorno durante tutto l'anno, si può utilizzare l'azimuth, l'azimuth bioclimatico, o una variante dell'azimuth bioclimatico caratterizzato dalle coordinate 90° a est, 0° a sud, -90° a ovest (ha quindi valori positivi all'alba e durante il mattino, e negativi la sera e al tramonto).
L'azimut può anche essere la distanza angolare di un punto dalla direzione dello zero (scelto come riferimento). In questo caso però si sta parlando del sistema di coordinate polari per l'identificazione geometrica della posizione di un punto.